# Voorschrift Ceremonieel Tenue
In het Voorschrift Ceremonieel Tenue worden regels gesteld voor het dragen van dat uniform en wordt limitatief vastgelegd welke onderscheidingen op dat uniform mogen worden gedragen. Het voorschrift bepaalt ook welke batons worden gedragen om het bezit van een onderscheiding aan te geven.
Een aantal van de oudere koninklijke onderscheidingen is weggelaten, misschien omdat niemand meer in leven is die gerechtigd is deze te dragen. De inhuldigingsmedaille van koningin Juliana uit 1948 is ook weggelaten, ook al waren er ten tijde van het uitvaardigen van het besluit nog dragers in leven die als eervol ontslagen militairen hun uniform mét deze medaille of het baton mochten dragen. Regel is dat een Nederlander de door zijn koning of koningin verleende onderscheidingen niet weglaat.
Men ziet geregeld dat de dragers van onderscheidingen zelf de volgorde veranderen, soms als vergissing, soms omdat zij een onderscheiding voor heldenmoed, vaak betreft het de Medaille van het Carnegie Heldenfonds, hoger achten dan de militaire autoriteiten dat doen. Prins Bernhard droeg in strijd met de bepalingen zijn onderscheidingen nooit Pruisisch opgemaakt, zoals de Nederlandse traditie wil, maar in de Britse "hofstijl". Hij droeg ook het Bondskruis van de Bond van Nederlandse Oorlogs- en Dienstslachtoffers terwijl dat niet is toegestaan.

De onderstaande bepalingen gelden niet voor burgers. Voor hen werd een draagvolgorde vastgelegd, maar deze is niet verbindend. In de toelichting bij het Besluit draagvolgorde onderscheidingen van 30 oktober 2023 schrijft de minister van Binnenlandse Zaken en Koninkrijksrelaties: 
Er is om praktische redenen voor gekozen om geen officiële verkorte draagvolgorde vast te leggen. Op basis van dit besluit kan er in de brochure Draagwijzer (Kanselarij) en het Handboek Onderscheidingen (Defensie) een, nader in te vullen, verkorte volgorde worden opgenomen.
Het Handboek Onderscheidingen (Defensie) is in 2014 voor het laatst bijgewerkt en bevat niet de wijzigingen van 2017 en 2023. De Tenuevoorschriften krijgsmacht zijn, voor zover ze bepalingen bevatten over decoraties, bijgewerkt tot en met het Besluit draagvolgorde onderscheidingen van de De Kanselier der Nederlandse Orden van 10 oktober 2017.

## Het besluit
Tenuen voor militairen van de Koninklijke Landmacht
g. Limitatieve opsomming en volgorde van de Nederlandse decoraties en batons die op het uniform mogen worden gedragen:
| Rangnummer | Baton | Benaming onderscheiding |
| ---------- | ----- | --- |
| 1          |       | Militaire Willems-Orde |
| 2          |       | Eerepenning voor Menschlievend Hulpbetoon (in goud) |
| 3          |       | Orde van de Nederlandse Leeuw |
| 4          |       | Orde van Oranje-Nassau |
| 5          |       | Huisorden van Oranje |
| -          |       | De Huisorde |
| -          |       | Kruis van Trouw en Verdienste van de Huisorde van Oranje |
| -          |       | Eremedaille voor Voortvarendheid en Vernuft |
| -          |       | Eremedaille voor Kunst en Wetenschap |
| -          |       | Kroonorde |
| 6          |       | Bronzen Leeuw |
| 7          |       | Bronzen Kruis |
| 8          |       | Kruis van Verdienste |
| 9          |       | Vliegerkruis |
| 10         |       | Eerepenning voor Menschlievend Hulpbetoon (in zilver en brons) |
| 11         |       | Erepenning voor Verdiensten jegens Openbare Verzamelingen (Museumpenning) |
| 12         |       | De Ruytermedaille |
| 13         |       | Medaille van het Nederlandsche Roode Kruis (Regeringsmedaille) |
| 14         |       | Ereteken voor Verdienste (in goud, zilver en brons) |
| 15         |       | Verzetsherdenkingskruis |
| 16         |       | Kruis voor Recht en Vrijheid (met de gesp “Korea 1950”) |
| 17         |       | Herinneringsmedaille VN-Vredesoperaties (eventueel met gesp “Libanon 1979” of het herinneringsteken voor bijzondere missies) |
| 18         |       | Herinneringsmedaille Multinationale Vredesoperaties (eventueel met de gespen “Sinaï” en “Golf”of het herinneringsteken voor bijzondere missies) |
| 19         |       | Herinneringsmedaille Internationale Missies |
| 20         |       | Herinneringsmedaille voor Humanitaire Hulpverlening bij Rampen (met de gespen “Tunesië 1969/1970”, “Soedan 1974”, “Rwanda 1994”, “Albanië 1999”, “Tsunami 2004” en “Pakistan 2005”) |
| 21         |       | Kosovo-medaille |
| 22         |       | Onderscheidingsteken voor Langdurige Dienst als officier (Officierskruis) met het romeinse cijfer XV of hoger, vormende een veelvoud van vijf |
| 23         |       | Onderscheidingsteken voor Langdurige en Trouwe Dienst (Trouwe Dienst Medaille)(voor vrijwillig dienende militairen beneden de rang van tweede-luitenant): a. de bronzen medaille voor 12-jarige dienst; b. de zilveren medaille voor 24-jarige dienst; c. de gouden medaille voor 36-jarige dienst.                         |
| 24         |       | Vrijwilligersmedaille Openbare Orde en Veiligheid, eventueel met een jaarteken dragende het getal XV of een hoger getal vormende een veelvoud van vijf |
| 25         |       | Herinneringsmedaille 1962 (25-jarig huwelijk van H.M. Koningin Juliana met Z.K.H. Prins Bernard der Nederlanden op 7 januari 1962) |
| 26         |       | Huwelijksmedaille 1966 (huwelijk van H.K.H. Prinses Beatrix en Z.K.H Prins Claus op 10 maart 1966) |
| 27         |       | Inhuldigingsmedaille 1980 (inhuldiging van H.M. Koningin Beatrix op 30 april 1980) |
| 28         |       | Herinneringsmedaille bezoek Nederlandse Antillen 1980 (H.M.Koningin Beatrix en Z.K.H. Prins Claus) |
| 29         |       | Huwelijksmedaille 2002 (huwelijk van Z.K.H. Prins Willem-Alexander en H.K.H. Prinses Maxima op 2 februari 2002) |
| 30         |       | Inhuldigingsmedaille 2013 (inhuldiging van Z.M. Koning Willem-Alexander op 30 april 2013) |
| 31         |       | Herinneringsmedaille bezoek Caribische deel van het Koninkrijk 2013 (Z.M.Koning Willem-Alexander en H.M. Koningin Maxima) |
| 32         |       | Herinneringsmedaille Buitenlandse bezoeken |
| 33         |       | Marinemedaille |
| 34         |       | Landmachtmedaille |
| 35         |       | Marechausseemedaille |
| 36         |       | Luchtmachtmedaille |
| 37         |       | Herinneringsmedaille Vrijwillige Politie 1948–1998 |
| 38         |       | Souvereine Militaire Hospitaal Orde van Sint Jan van Jeruzalem van Rhodos en van Malta |
| 39         |       | Johanniter Orde in Nederland |
| 40         |       | Ridderlijk Duitse Orde, Balije van Utrecht |
| 41         |       | Zilveren Anjer |
| 42         |       | Orde van de Gouden Ark |
| 43         |       | Medaille van het Carnegie Heldenfonds |
| 44         |       | Kruis van Verdienste van het Nederlandse Rode Kruis |
| 45         |       | Medaille van Verdienste van het Nederlandse Rode Kruis |
| 46         |       | Medaille van de Koninklijke Nederlandse Vereniging voor Luchtvaart |
| 47         |       | Prins Mauritsmedaille van de Koninklijke Nederlandse Vereniging “Ons Leger” |
| 48         |       | Medaille voor Bijzondere Verdiensten van de Koninklijke Nederlandse Vereniging “Onze Luchtmacht” |
| 49         |       | Medaille voor 10 jaar Trouwe Dienst (Nederlandse Rode Kruis), eventueel met jaarteken dragende het getal XX of een getal vormende een meervoud van tien |
| 50         |       | Kruis van de Koninklijke Nederlandse Bond voor Lichamelijke Opvoeding voor betoonde marsvaardigheid (Vierdaagsekruis) |
| 51         |       | Nationale Sportmedaille NOC*NSF |
| 52         |       | Nationale Vijfkampkruis van het NOC*NSF (bij vijfkamp met paardrijden, baton met zilveren lauwerkrans) |
| 53         |       | Kruis van de Koninklijke Vereniging van Nederlandse reserveofficieren (KVNRO), voor het voldoen aan de eisen voor de Tweedaagse Militaire Prestatietocht (TMPT-kruis). In het geval er bovendien sprake is van een bijzondere verdienste t.o.v. de KVNRO wordt een zilveren lauwerkrans op het lint van het kruis bevestigd |
| 54         |       | Elfstedenkruis |

“Na deze Nederlandse decoraties worden in volgorde gedragen, de decoraties van internationale organisaties
- 55. Verenigde Naties (VN)
- 56. Noord-Atlantische Verdragsorganisatie (NAVO)
- 57. West-Europese Unie (WEU)
- 58. Multinational Force & Observers (MFO)
- 59. Europese Gemeenschap (EG)
- 60. Europese Unie (EU)
- 61. Baltic Air Policing-Medal

Buitenlandse onderscheidingen worden in de volgorde van de graden van hoog naar laag gedragen.
Bij gelijke graad op alfabetische volgorde van de Franse benamingen van land. Bij meerdere onderscheidingen van één land dient de daar gebruikelijke draagvolgorde te worden aangehouden.”